# Portezuelo (Uruguay)

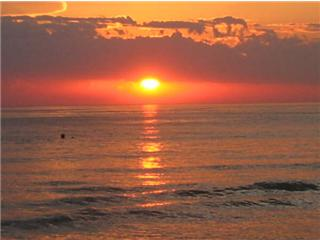
Puesta de sol vista desde la playa de Portezuelo.

Portezuelo, también conocida como Solanas, nombre derivado del Hotel Solana del Mar que se ubica allí, es una playa y balneario uruguayo del departamento de Maldonado. Se ubica sobre una bahía cuyos límites son, al este, Punta Ballena y, al oeste, Punta Negra.
Todos ellos componen la bahía de Portezuelo. La bahía se divide en varios balnearios, de oeste al este: sauce de Portezuelo, ocean park, Chihuahua, tío Tom, Solanas, Portezuelo y punta ballena.

## Historia
El balneario de Portezuelo fue proyectado por el arquitecto español Antoni Bonet i Castellana quien, en 1945, se instaló en una pequeña casa sin luz ni agua corriente al pie del Arboretum Lussich, desde la cual proyectó el trazado del balneario y la hostería u hotel Solana del Mar, además de otras casas como la Casa Berlingieri, que aún se mantiene en pie.

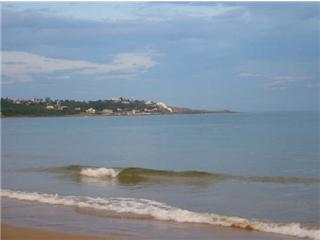
Vista de Punta Ballena desde Portezuelo.

Durante los años 1960 y los 1970 el balneario fue poco concurrido. Sin embargo, en los años 1980 se volvió muy popular por sus maravillosas puestas de sol. Aún es habitual ver yates que se fondean en la bahía de Portezuelo en horas de la tarde para presenciar la puesta de sol. Dado que es una playa llana y protegida de los vientos, suele ser concurrida en horas de la tarde, lo que hace aumentar el tránsito vehicular a última hora, cuando el público regresa a Punta del Este.

## Características

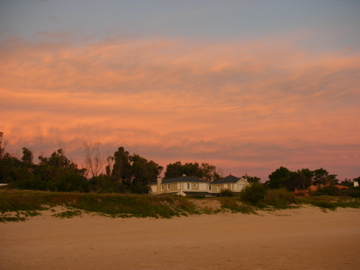
Casa sobre la playa de Portezuelo.

Es una playa de poca profundidad que presenta un doble banco de arena, uno relativamente cerca de la orilla y otro en una zona más alejada. Tiene 80 metros de ancho, en promedio, y unos 5.500 metros de largo. Uno de los problemas que presentó históricamente esta playa fue la humedad de la arena. Este problema se agravó a raíz de las limpiezas de resaca y de tierra y pasto de sobre el cordón litoral, entre 1992 y 2001, donde hubo que extraer unos 5.000 m³ de arena. Asimismo, a partir de 1998, el agua pasó a cubrir entre un 30 y un 40% de la superficie de la playa, llegando incluso a los terrenos baldíos del balneario. Ello coincidió con la construcción del segundo carril de la ruta Interbalnearia.
Para solucionar este problema, la Intendencia Departamental de Maldonado construyó un colector
poroso dentro de la napa freática de playa. Ese colector permite la entrada del agua de dicha napa y la concentra en una caja colectora, desde donde puede ser bombeada y volcada por gravedad hacia el mar, sin mojar la playa.
A lo largo de la playa se pueden observar grandes mansiones, muchas de ellas han invadido con sus jardines las dunas que originalmente pertenecían a la playa, se cree que esto es una de las causas de la humedad de esta playa ya que inmovilaza a las dunas, porque como se sabe las dunas son dinámicas, (están en constante movimiento) al impedirse este movimiento se produce un cierto estancamiento de la arena.
Este balneario cuenta con todos los servicios para cubrir las necesidades básicas tales como,  pequeños supermercados, alquiler de bicicletas, venta de pasajes, restaurantes, bares, heladería, estación de servicio, inmobiliarias, farmacia, lavadero, kiosco de diarios y revistas, vivero, ferretería, videoclub, vinoteca, por esto no es necesario trasladarse a centros urbanos más grandes tales como Maldonado o Punta del Este para abastecerse.

## Deportes
Aunque se pueden hacer deportes acuáticos de cualquier tipo todo a lo largo de la playa (con embarcaciones no motorizadas y embarcaciones motorizadas), solo se puede ingresar con este tipo de vehículos en una zona delimitada por la prefectura. Generalmente, esta zona se encuentra cerca del lugar donde finaliza la playa y comienza la península de Punta ballena (a este lugar se le llama La Rinconada).
Con embarcaciones no motorizadas oficialmente hay que ingresar al mar por el mismo lugar por el que ingresan las embarcaciones motorizadas, sin embargo hay cierta tolerancia de la prefectura, sobre todo en épocas en las que no hay demasiada gente.

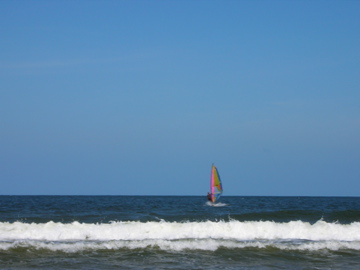
Práctica de windsurf en Portezuelo.

## Lugares de Interés
Caminando hacia el oeste podemos encontrar la hermosa Playa Chihuahua, la cual es más angosta, de arena más seca y presenta un mayor oleaje, también mayor profundidad. En ella desde hace ya algunos años se permite y se acostumbra practicar el nudismo, por esto se le comenzó a llamar playa naturista.
También hacia el oeste se encuentran las cabañas del Tío Tom, estas playas presentan dunas más altas que las del resto de la bahía y permiten la práctica de Sandboard, sus playas son de arena seca y presentan un oleaje generalmente bastante violento y pendientes pronunciadas.
Caminando en sentido opuesto, casi llegando a La Rinconada a una cuadra de la playa podemos encontrar el Resto-bar Medio y Medio que ofrece espectáculos musicales durante todo el verano, por la noche.
En el centro comercial sobre la Ruta Interbalnearia nos encontramos con Riedel Winebar, un bar de vinos auspiciado por el famoso fabricante de copas austriaca Riedel que ofrece la posibilidad de degustar por copa una selección de vinos nacionales y extranjeros, se organizan catas de vinos y además cuenta con el servicio de tapas, cocteles y cafetería. En su interior se encuentra la tienda de vinos El Forastero Winery con una selección de varios cientos de vinos de todo el mundo que, también, pueden ser servidos en el bar de vinos, se encuentra abierto todo el año.